# باختا (رود)
باختا (به روسی: Бахта) یک رود است که در سرزمین کراسنویارسک در روسیه جریان دارد و شاخه‌ای از رود ینی‌سئی به‌شمار می‌رود.
رود باختا ۴۹۸ کیلومتر طول دارد و مساحت حوضه آبریز آن ۳۵٬۵۰۰ کیلومتر مربع است. بخش‌های پایین‌دست این رودخانه قابل کشتی‌رانی است.

## مسیر
رود باختا از فلات تونگوسکا که بخشی از سمت غربی فلات سیبری مرکزی است سرچشمه می‌گیرد. این رود ابتدا با جهت شمال‌غربی جریان دارد، سپس در میانه مسیر خود تغییر جهت داده و تقریباً به سمت جنوب‌غربی جریان می‌یابد.
رود باختا در سرزمین‌های کوهستانی دوردست و از میان دره‌های باریکی جریان دارد که با جنگل‌های تایگا پوشیده شده‌است تا این‌که از فلات کوهستانی خارج شده و در دشت ینی‌سئی جریان می‌یابد. این رود در محل روستای باختا و در نقطه‌ای میان مصب رود پودکامنایا تونگوسکا و رود نیژنیایا تونگوسکا از سمت راست رود ینی‌سئی به آن رود می‌پیوند. رود باختا از میانه اکتبر یخ می‌زند و تا میانه‌های ماه مه به‌صورت یخ‌بسته باقی می‌ماند.
بخشی از مسیر پایین‌دست این رود که شامل محل پیوستن رود باختا به ینی‌سئی است، در محدوده ذخیره‌گاه طبیعی سیبری مرکزی قرار دارد.
|  |